# シュリュヒテルン
シュリュヒテルン (ドイツ語: Schlüchtern, ドイツ語発音: [ˈʃlʏçtɐn]) は、ドイツ連邦共和国ヘッセン州マイン＝キンツィヒ郡に属す小都市である。

## 地理

### 位置
シュリュヒテルンは、マイン＝キンツィヒ郡東部の海抜 207 m、フルダの南西約 30 km の、レーン山地に属すラントリュッケン南西端に位置している。この狭い地域はベルクヴィンケルと呼ばれる。東のブリュッケナウアー・クッペンレーン、南のザントシュタインシュペッサルト、西の南ウンテラー・フォーゲルスベルクが迫る。シュリュヒテルンが位置する谷はシュリュヒテルン盆地と呼ばれる。市内をキンツィヒ川が流れている。この川はジンタール＝シュテルプフリッツに湧出し、ハーナウでマイン川に合流する。すなわち、シュリュヒテルンとその周辺地域はキンツィヒタール（キンツィヒ川の河谷）に位置する。

### 隣接する市町村
シュリュヒテルンは、北はフリーデンおよびカルバッハ（ともにフルダ郡）、東と南はジンタール、西はシュタイナウ・アン・デア・シュトラーセ（ともにマイン＝キンツィヒ郡）と境を接している。

### 市の構成
シュリュヒテルン市は以下の市区からなる。
- アーラースバッハ (Ahlersbach) 1969年12月1日以降
- ブライテンバッハ (Breitenbach) 1969年12月1日以降
- エルム (Elm) 1969年12月1日以降
- グルントヘルム (Gundhelm) 1969年12月1日以降
- ヘロルツ (Herolz) 1969年12月1日以降
- ホーエンツェル (Hohenzell) 1969年12月1日以降
- フッテン (Hutten) 1969年12月1日以降
- クロスターヘーフェ (Klosterhöfe) 1969年12月1日以降、レーリクス、ゴムフリッツ、ドラーゼンベルク集落を含む
- クレッセンバッハ (Kressenbach) 1971年12月31日以降
- ニーダーツェル (Niederzell) 1974年7月1日以降
- シュリュヒテルン (Schlüchtern (Innenstadt),
- フォルメルツ (Vollmerz) 1969年12月1日以降、 ヒンケルホーフおよびラムホルツ集落を含む
- ヴァルロート (Wallroth) 1971年12月31日以降

## 歴史
本市の、より詳しい歴史については市のウェブサイトに公開されている。

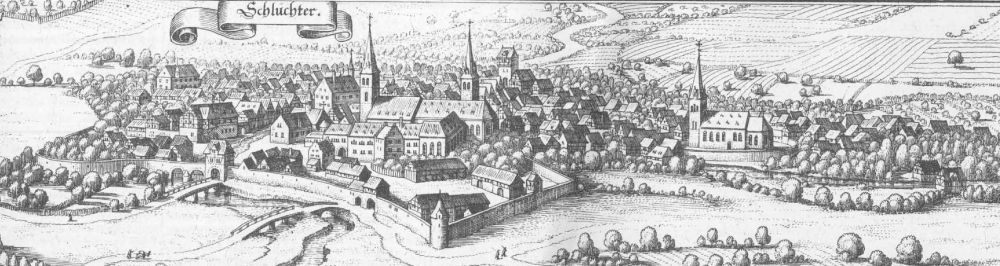
1655年に出版されたマテウス・メーリアンの銅版画に描かれたシュリュヒテルン

### 中世
言語学者で歴史家のエルンスト・エーリヒ・メッツナーの解釈によれば、シュリュヒテルン (Schlüchtern) という地名は、事件あるいは戦闘の名称 Sluhti あるいは Sluht-warim（「戦争の目撃者」あるいは「戦場の住人」を意味する）に由来する。750年頃にはすでに修道院の入植地が形成されていたことを示す証拠である。これは聖ボニファティウスによってフルダ修道院が設立された744年の数年後にあたる。この集落が記録された現存する最古の史料は933年のものである。この集落の中心はシュリュヒテルン修道院であった。旧市街の西にある4階建ての建物は、ここにあった水城の最後の遺構である。この建物は近世初期に何度も改築されている。元々は市壁の外にあったが、後に移築されたものである。
この村は、元々修道院に寄進された帝国領であった。後にヴュルツブルク司教のレーエンとしてリーネック伯に委託され、1316年にハーハウ家がこれを継承した。地主はシュリュヒテルン修道院の修道院長であった。この街はやがて、ハーナウ家（1429年以降はハーナウ伯領、1458年からはハーナウ＝ミュンツェンベルク伯領）の最も北東に位置するアムト（地方行政区分）であるアムト・シュリュヒテルンの中心都市となっていった。シュリュヒテルンは、中世から近世にかけてフランクフルト・アム・マインとライプツィヒとを結ぶ重要な交易路であった「ヴィア・レギア」沿いに位置していた。シュリュヒテルン修道院は中世後期に、ハーナウ家（後にはハーナウ伯）の影響下でその勢力を拡大した。この街は1457年に最終的にハーナウ伯の保護下に組み入れられた。
シュリュヒテルンの教区教会は、ヴュルツブルク司教区に属し、聖母マリアを守護聖人とする。この教会は1167年にエルム、クレッセンバッハ、ヒンターシュタイナウの教会をその下部組織とした。

### 地名の変遷
- Sluohderin (993年)
- Sluohterin (999年)
- Sluderin (1003年)
- Solitariensis (1099年)
- Schluchter (1509年)

### 近世
ハーナウ＝ミュンツェンベルク伯は宗教改革を受容し、初めはルター派、1597年からは改革派を信仰した。ニーダーツェルと修道院の所領であったディステルラーゼン、ドラーゼンベルク、グムベルツ、レーリクスがシュリュヒテルン教区に編入された。シュリュヒテルン修道院も宗教改革を受け容れ、ラテン語学校に改編された。
市域内には、クレーマー門前のフッツェル水車、ヒルデブラント水車、修道院の農場跡にあるクロスター水車、ウンター門のクレーバース水車、南の街の入口にあるリートシュナイダー水車があった。これらはいずれもキンツィヒ川から水路を引いている。
最後のハーナウ伯ヨハン・ラインハルト3世の死後、1736年にハーナウ＝ミュンツェンベルク伯領全域はヘッセン＝カッセル方伯領となり、1803年からはヘッセン選帝侯領となった。

### 近代・現代
ナポレオン時代、シュルヒテルンは1806年からフランスの軍政下に置かれ、1807年から1810年まではハーナウ侯領、1810年から1813年まではフランクフルト大公領のハーナウ県に属すこととなった。その後は結局ヘッセン選帝侯領に戻された。1821年のヘッセン選帝侯領の行政改革後、この侯領は4つの州、22の郡に分けられ、シュリュヒテルンは同名のシュリュヒテルン郡の行政庁舎所在地となった。普墺戦争後の1866年に選帝侯領はプロイセンに併合され、第二次世界大戦後はヘッセン州に属した。シュリュヒテルンは、その所属に応じて統治形態を変化させてきた。1966年からシュリュヒテルンはルフトクールオルト（空気の清浄な保養地）に認定された。ヘッセン州の地域再編に伴い、1974年7月1日にシュリュヒテルン郡は新たに創設されたマイン＝キンツィヒ郡に編入された。これによりシュリュヒテルンは郡行政の自治機能を喪失した。

## 行政
シュリュヒテルンでは、市民運動によって刑務所の建設やアフマディーヤ・モスクの建設が中止された。

### 市議会
シュリュヒテルンの市議会は、37議席からなる。

### 姉妹都市
- ヤロチン（ポーランド、ヴィエルコポルスカ県）2003年10月24日

## 文化と見所

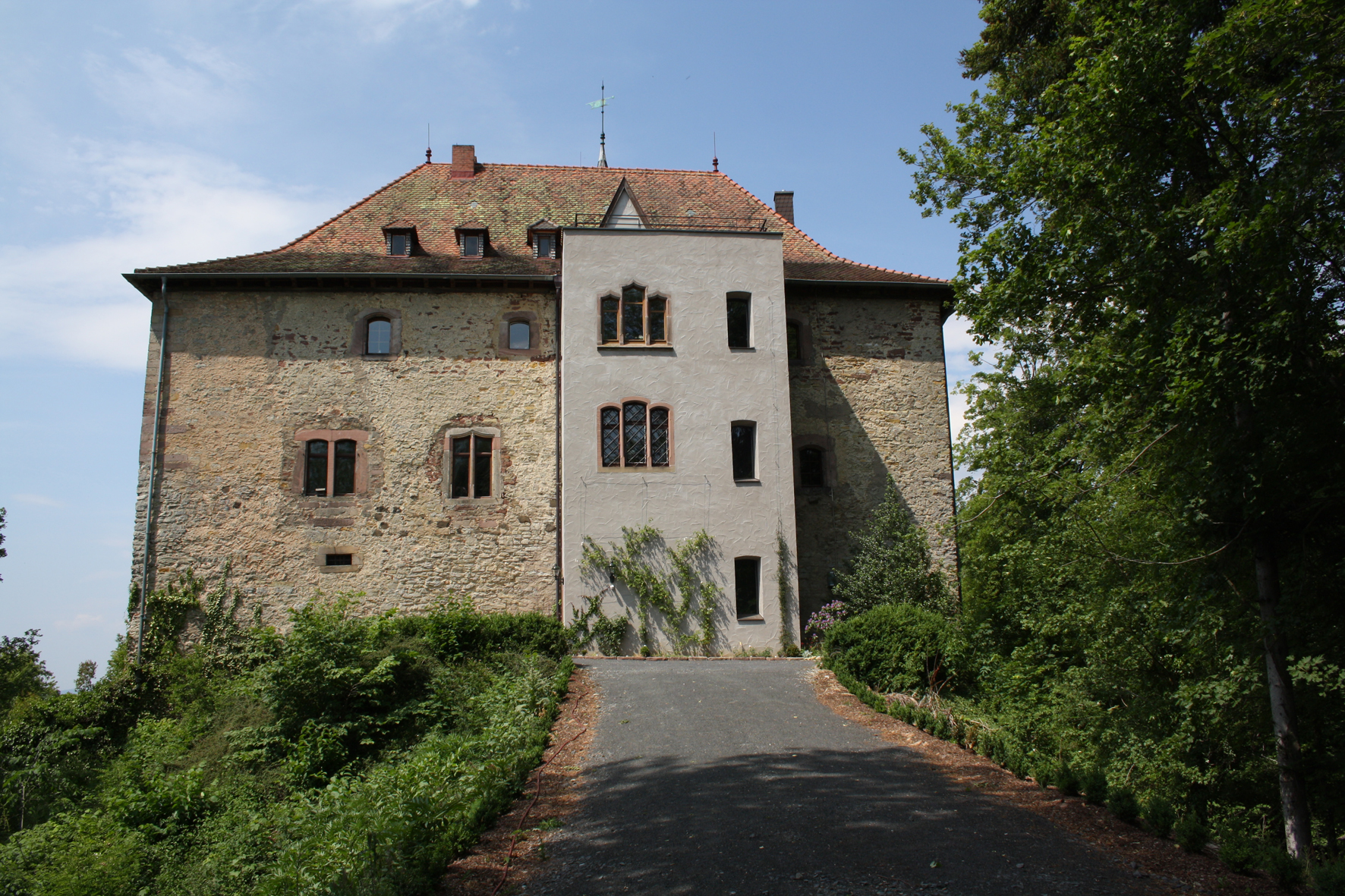
ブランデンシュタイン城

- 「ラウターシェン・シュレッシェン」のベルクヴィンケル郷土博物館
- エルム地区のブランデンシュタイン城。木製器具とシーボルトの博物館がある。
- シュリュヒテルン修道院。現在はウルリヒ・フォン・フッテン・ギムナジウムと教会音楽専門教育機関 (KMF) が入っている。かつての貴重な修道院庭園は1992年から1993年に修復された[7]。
- ネオロマネスク様式の「旧シナゴーグ」。この建物は最近まで映画館、カバレット、劇場、自作朗読会、ジャズコンサートが上演される文化会館として利用されていた。しかし、こうした機能は現在 KUKI-Zelt に移された。
- 戦没者墓地
- シュテッケルベルク城趾。ウルリヒ・フォン・フッテンの生誕地。
- 城館庭園があるロムホルツ城
- ロムホルツの音楽の日（2005年以降中止されている）
- シュリュヒテルンは、ハーナウからブレーメンに至るドイツ・メルヘン街道沿いに位置している。

### 市場と祭
毎年11月の第1週末にシュリュヒテルンで、12世紀に起源を遡る「カルテ・マルクト」が開催される。「ヘレ・マルクト」は1996年から毎年4月の最終週末に開催される。「ヴァイツェルフェスト」は8月の第1週末、クリスマスマーケットは第2アドヴェントの週末に開催される。この他に毎週火曜日にシュタット広場で週の市が開かれている。

## 経済と社会資本

### 教育
シュリュヒテルン市は、一般教育学校3校と職業教育学校5校を運営している。
一般学校には、ベルクヴィンケル基礎課程学校、シュリュヒテルン市立学校（本課程学校および実科学校）、ウルリヒ・フォン・フッテン・ギムナジウムがある。
職業教育学校には、キンツィヒ・シューレ（シュリュヒテルン職業教育センター）、ヘッセン建築業連盟e.V.の教育施設、実践教育のためのハインリヒ・ヘルマンシューレ、シュリュヒテルン地区市民大学、教会音楽専門学校がある。

### 公共機関
- ハーナウ職業安定所シュリュヒテルン支所
- シュリュヒテルン営林署（ヘッセン＝フォルスト）
- シュリュヒテルン警察署（オッフェンバッハ・アム・マインの南ヘッセン警察本部の支署）
- ビューディンゲン登記所シュリュヒテルン支所
- シュリュヒテルン郡立病院
- 市役所

### メディア
- キンツィヒタール＝ナハリヒテン（日刊紙）
- キンツィヒタール・アム・ゾンターク（日曜日刊行のフリーペーパー）
- ベルクヴィンケル・ヴォーヒェン・ボーテ（週刊紙）
- シュリュヒテルナー・ボーテ（週刊紙）
- シュタットツァイトゥング・シュリュヒテルン（月刊）
- ウンゼーレ・ハイマート（郷土・歴史協会ベルクヴィンケル e.V. シュリュヒテルンの機関紙）
- ベルクヴィンケル＝ボーテ（郷土イベントカレンダー、マイン＝キンツィヒ郡の郡委員会編集）
- デア・ノイエ・マルクト（広告紙）
- シュリュヒテルン＝アクトゥエル（オンラインメディア）
- オストヘッセン＝ニュース[8]（オンラインメディア）

### エネルギー

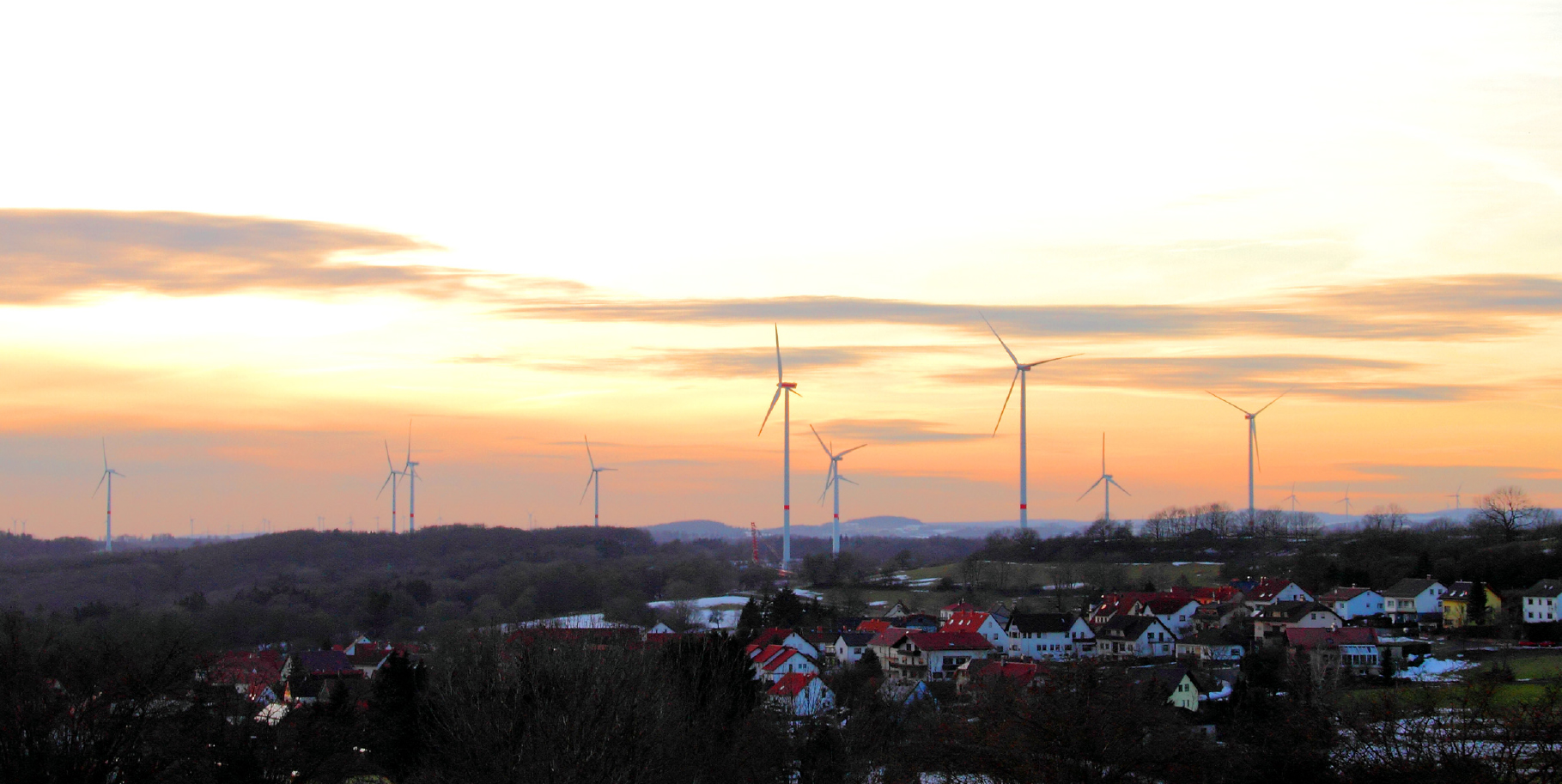
シュリュヒテルンのフッテン地区の背後に並ぶ風力発電機

シュリュヒテルンには、6つのウィンドパークに合計 24 基の風力発電機がある。
- ビュルガー・ウィンドパーク・ホーエンツェル: ウィンドワールド製風力発電機 W-4200 × 3基、各 600 kW
- レネテック・ウィンドパーク・ヴァルロート: エネルコン製風力発電機 E 40 × 5基、各 600 kW
- エネルギーコントール・ウィンドパーク・シュリュヒテルン＝エルム: GE製風力発電機 GE 1.5 sl × 7基、各1,500 kW
- ルフトシュトローム・ウィンドパーク・ヴァルロート: ベスタス製風力発電機 V80 × 3基、V90 × 1基、各 2,000 kW
- HSE ウィンドパーク・シュリュヒテルン I: ベスタス製風力発電機 V90 × 3基、各2,000 kW
- HSE ウィンドパーク・シュリュヒテルン II: ベスタス製風力発電機 V90 × 2基、各2,000 kW

エルム地区には、E.ONの 110 kV 変電所がある。また、DB エネルギー GmbH の110 kV 送電網 アシャッフェンブルク - フリーデン線もシュリュヒテルン内を通っている。

### 交通

#### 道路
シュリュヒテルンは、連邦アウトバーン A66 号線沿いの、フランクフルト・アム・マインとフルダとの間に位置し、シュリュヒテルン南およびシュリュヒテルン北インターチェンジがある。

#### 鉄道
シュリュヒテルンは、フランクフルト(マイン)中央駅からフルダ中央駅へのキンツィヒタール鉄道と、鉄道フリーデン - ゲミュンデン線に面している。シュリュヒテルン駅はキンツィヒタール鉄道沿いにあり、連絡路線によってフリーデン - ゲミュンデン線に接続する。シュリュヒテルン駅には、すべてのレギオナルバーンおよびレギオナルエクスプレスと、インターシティーの一部が停車する。シュリュヒテルン市内には、フリーデン - ゲミュンデン線の貨物駅エルム駅がある。この駅は1914年までは遠距離交通の重要な駅であった。この駅は、フルダとフランクフルトとの間に位置するディステルラーゼンの山並みを列車で越えるためのスイッチバックの起点であった。この区間は交通量増大の妨げとなり、1909年からディステルラーゼンの下にトンネルの建設が始まり、1914年5月1日に完成した。トンネルの開通とともにエルム駅は急速にその重要性を失った。この駅の旅客営業は1963年に廃止された。
シュリュヒテルン市内には、やはりフリーデン - ゲミュンデン線沿いに、かつてフォルメルツにも駅があった。

#### バス
シュリュヒテルンのバス路線は以下の通り。
- MKK-90: シュリュヒテルン駅 - シュタイナウ駅
- MKK-91: シュリュヒテルン駅 - ヨサ駅 - マールヨス・ディステルバッハ通り
- MKK-92: シュリュヒテルン駅 - ヘロルツ - エルム - シュリュヒテルン駅
- MKK-93: シュリュヒテルン駅 - エルム - ヘロルツ - シュリュヒテルン駅
- MKK-94: シュリュヒテルン駅 - シュタイナウ城（4月15日から10月3日までは、シュタイナウ鍾乳洞まで延長）
- MKK-95: シュリュヒテルン・ウンタートーア - バート・ゾーデン＝ザルミュンスター駅 - バート・ゾーデン＝ザルミュンスター・シュリュヒテルン通り、またはシュリュヒテルン・ウンタートーア - フライエンシュタイナウ・ウンテラー・ブリュッケンヴェク
- MKK-96: シュリュヒテルン駅 - シュテルプフリッツ駅 - シュヴァルツェンフェルス・ツーム・ベルクフリート
- MKK-98: シュリュヒテルン・ウンタートーア - ラインハルツ・シュタインベルク通り

#### 遊歩道・自転車道
リューデスハイム・アム・ラインからフルダを通ってレーン山地のタンに至る全長 258 km のヘッセン自転車道 R3 号線が、シュリュヒテルンを通っている。また、シュリュヒテルンは数多くの遊歩道や自転車道が通っている。

## 人物

### 出身者
- ウルリヒ・フォン・フッテン（1488年 - 1523年）騎士、人文主義者
- ヘンリー・ニコラス・ボーランダー（1831年 - 1897年）植物学者
- フリードリヒ・ブルーメ（1893年 - 1975年）音楽学者
- テオドーレ・レヴィット（1925年 - 2006年）経済学者、ハーバード・ビジネス・スクール教授
- ラインホルト・ハイル（1954年 - ）作曲家、音楽プロデューサー、ピアニスト、歌手

### ゆかりの人物
- リヒャルト・フォン・キュールマン（1873年 - 1948年）外交官、企業家

## 引用
1. ↑  Hessisches Statistisches Landesamt: Bevölkerung in Hessen am 31.12.2023 (Landkreise, kreisfreie Städte und Gemeinden, Einwohnerzahlen auf Grundlage des Zensus 2011)]
2. ↑  Max Mangold, ed (2005). Duden, Aussprachewörterbuch (6 ed.). Dudenverl. p. 707. ISBN 978-3-411-04066-7
3. ↑  Geschichte: Stadt Schulüchtern
4. ↑  Prof. Dr. Ernst Erich Metzner: „Die alten Heidenschlacht-Erinnerungsstätten ‚Schlüchtern’ am hessischen Drasenberg-Pass und Vilseck-,Schlicht’ an der oberpfälzischen Vils im fränkisch-sächsischen Spannungsfeld von 719ff. und 631ff. In: „Unsere Heimat“ - Mitteilungen des Heimat- und Geschichtsvereins Bergwinkel e.V. Schlüchtern. Band 26 (2009).
5. ↑  Keine JVA in Schlüchtern und auf dem Neidhof e.V.（2012年9月9日 閲覧）
6. ↑  2011年3月27日の市議会議員選挙結果、ヘッセン州統計局（2012年9月9日 閲覧）
7. ↑  Albin Anhalt, Gabriele Frenz, Uwe Kretschmann Die Entstehung des Schlüchterner Klostergartens in Mitteilungsblatt der Naturkundestelle Main-Kinzig, 5. Jahrgang (1993), Heft 3, pp. 39-47
8. ↑  Osthessen-News.de